# Heilig-Geist-Kirche (München)
Die Pfarrkirche Heilig Geist ist eine römisch-katholische Kirche am Viktualienmarkt in München und gehört zu den ältesten erhaltenen Kirchengebäuden der Stadt.
Auf dem Grundstück der 1327 im Stadtbrand von München zerstörten ersten Pfarrei zum Heiligen Geist entstand bis 1392 der heutige Nachfolgebau als gotische dreischiffige Hallenkirche.
Im 18. Jahrhundert wurde das Kircheninnere und die Ausstattung barockisiert und 1731 wiedereingeweiht. Bei weiteren Umbaumaßnahmen im späten 19. Jahrhundert wurde das Langhaus um drei Joche nach Westen erweitert und die Schaufassade erhielt ihre heutige Gestalt.
Im Zweiten Weltkrieg bis auf die Außenmauern zerstört, wurde der Innenraum zunächst vereinfacht wiederhergestellt und die barocke Ausmalung später originalgetreu rekonstruiert.

## Geschichte

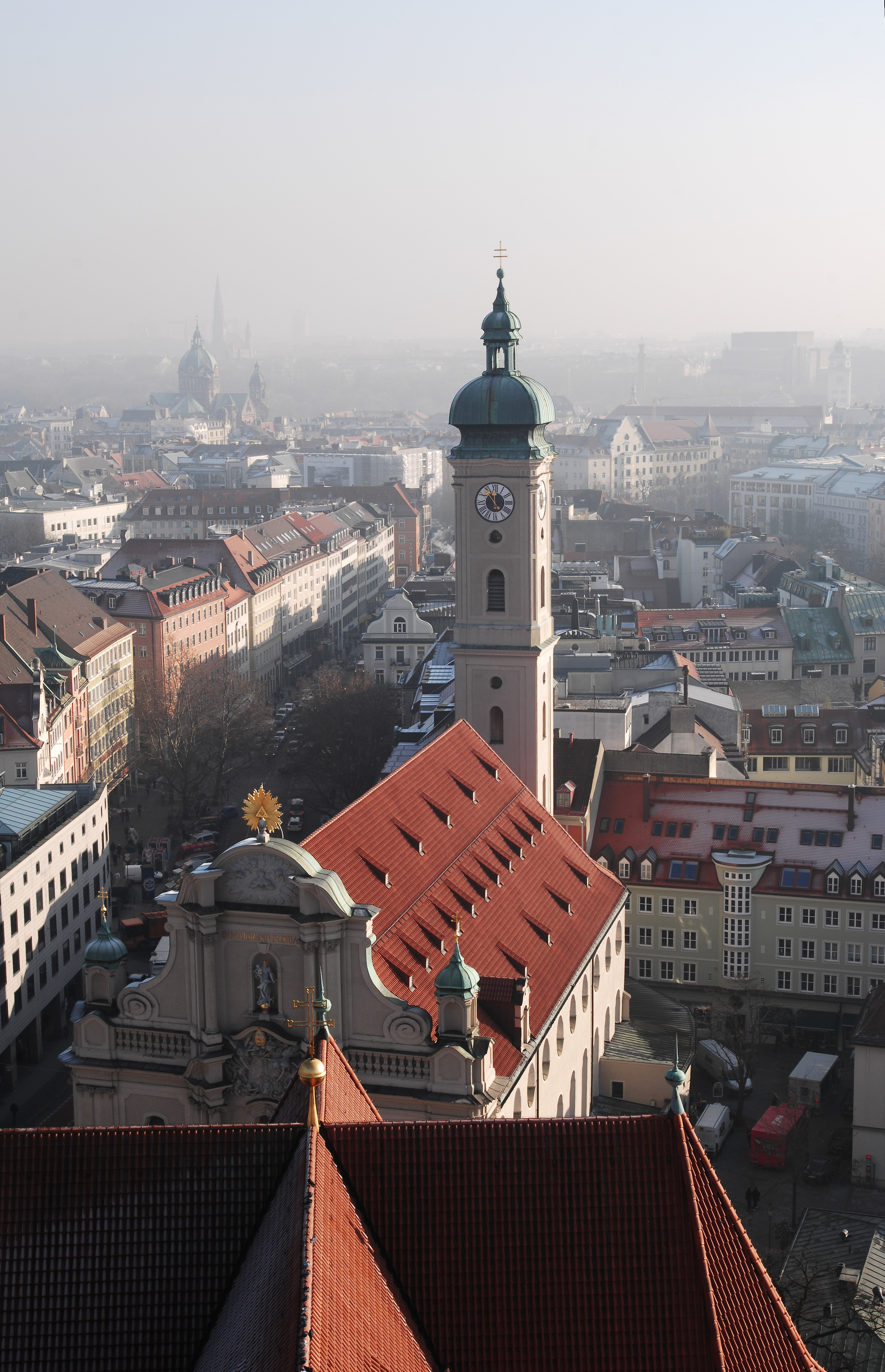
Heilig-Geist-Kirche von St. Peter aus (2007)

Heilig-Geist-Kirche Innenraum (2022)

Um 1208 gründete Herzog Ludwig I. der Kelheimer ein Spital, das direkt außerhalb der alten Stadtmauer vor dem Talburgtor lag. Zu diesem Spital gehörte eine romanische Kapelle, die der heiligen Katharina von Alexandrien geweiht war. Diese Kapelle entstand wohl bereits bei der Gründung des Spitals. Erstmals erwähnt wird sie in dem Schutzbrief des Papstes Innozenz IV. von 1250 für das Spital als „ecclesia sancti spiritus de Monacho“, also Heilig-Geist-Kirche von München, wohl in Anlehnung an den Namen des Spitals. Ansonsten wird sie bis ins 14. Jahrhundert als Katharinenkapelle bezeichnet.
Nach der Erhebung des Heilig-Geist-Spitals zur dritten Münchner Pfarrei im Jahre 1271 wurde diese Kapelle zur Pfarrkirche des Spitals.
Der Stadtbrand von 1327 vernichtete auch das Spital samt Katharinenkapelle. So entstand ein gotischer Bau nach Art einer bayerischen Hallenkirche mit Umgangschor und 9/16-Abschluss am Ostchor. Letzter Baumeister war Gabriel Ridler, der die Kirche 1392 vollendete.

Hochaltar (2020)

1724/30 wurde die Heilig-Geist-Kirche durch Johann Georg Ettenhofer und die Gebrüder Asam barockisiert. Im großen Deckenfresko ist unter anderem die historische Figur des Münchner Brezenreiters dargestellt. Außerdem wurde der Turm am Chor im Osten 1729 gebaut.
Nach der Säkularisation riss man 1806 das Spital ab, um Platz für den Viktualienmarkt zu schaffen. 1885/88 erhielt der Bauamtmann Friedrich Löwel den Auftrag zur Erweiterung der Kirche um drei Joche, an Stelle des der Kirche im Westen einst vorgelagerten Spitalbaus. Die Gestaltung der damals entstandenen neobarocken Westfassade ist vom Stil des Giovanni Antonio Viscardi beeinflusst, bei dem der junge Ettenhofer als Polier gearbeitet hatte.
1907/08 fand eine Grundsanierung statt, bei der die südliche Vorhalle angebaut wurde. 1944/45 wurde die Heilig-Geist-Kirche durch Luftangriffe bis auf die Außenmauern zerstört.

Langhaus: Von Karl Manninger rekonstruierte Fresken des Cosmas Damian Asam (2020)

Ihr Wiederaufbau begann 1946 und ist bis heute nicht abgeschlossen. Die Weihe des Hochaltars erfolgte 1955. Die barocke Turmhaube wurde 1957/58 wiederhergestellt. Seit 1973 werden die Asam-Fresken, der Hochaltar und der gesamte Innenraum unter Leitung von Erwin Schleich rekonstruiert.
Zwischen 2011 und 2020 war Rainer Maria Schießler Pfarrer der Pfarrei. Danach übernahm Monsignore Peter Franzl die Pfarrei gemeinsam mit den Pfarreien der Frauenkirche und St. Peter.

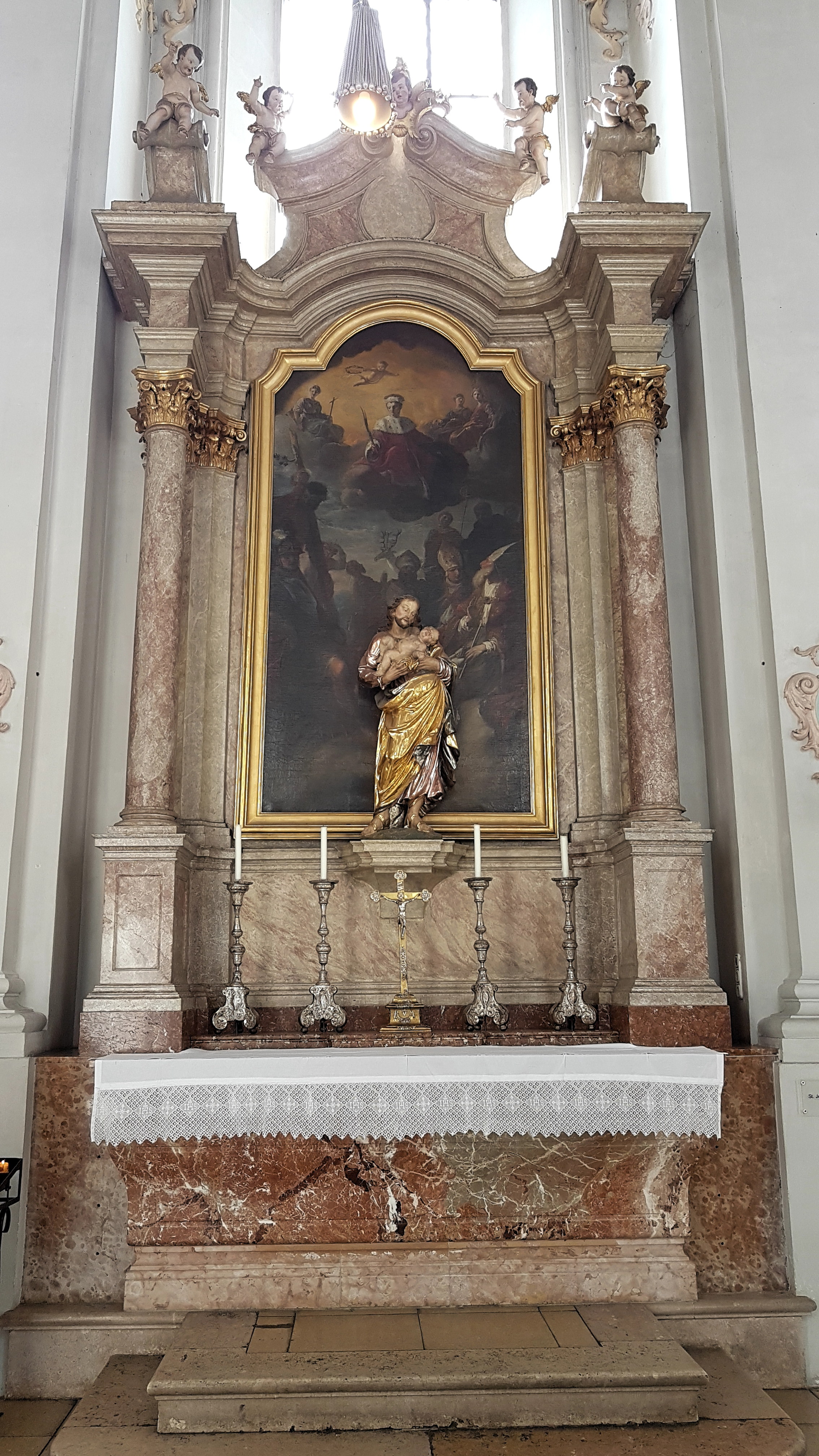
Josefs- oder Nothelferaltar. (2018)

## Ausstattung
Die festlich geschmückte dreischiffige Hallenkirche erhielt ihre reiche Ausstattung um 1724/30. Der Régence-Stuck wurde von Egid Quirin Asam im Mittelschiff und von Matthias Schmidtgartner in den Seitenschiffen geschaffen. Ehemals zierten die Seitenschiff-Gewölbe Fresken von Nikolaus Gottfried Stuber. Den Stuck im Verlängerungsbau fertigte Georg Biehl. 1953/57 wurde die schwer kriegsgeschädigte barocke Kanzel durch eine moderne ersetzt.

### Hochaltar
Der Altar entstand 1728–30 nach einem Entwurf von Nikolaus Gottfried Stuber aus Tegernseer Marmor durch Steinmetz Antonio Matteo, mit Schnitzarbeiten von Johann Georg Greiff (1730). Aus dem alten Hochaltar von 1661 wurde das Bild Die Ausgießung des Heiligen Geistes (1644) von Ulrich Loth übernommen. Der Tabernakel mit Anbetungsengeln wurde von der Mayer’schen Hofkunstanstalt 1902 erschaffen. Nach den Kriegsschäden am Altar konnte er 1952/53 weitgehend original wiederhergestellt werden.

### Mittelschiff-Fresken
Im Mittelschiff schuf Cosmas Damian Asam 1724–30 die Fresken (von hinten nach vorne) König David mit der Harfe, Gründung des Hl.-Geist-Spitals, Lobpreisung Gottes durch die Engel, im Chor das Fresko Die Sieben Gaben des Heiligen Geistes. Die Fresken im 1885–88 nach Westen verlängerten Langhaus stammen von Ludwig Glötzle und zeigen Papst Leo XIII. mit Maria und Heiligen sowie die Hl. Cäcilia, Patronin der Kirchenmusik. Alle Mittelschifffresken wurden nach kriegsbedingten Zerstörungen von Karl Manninger in den Jahren 1971–75 und 1990 rekonstruiert.

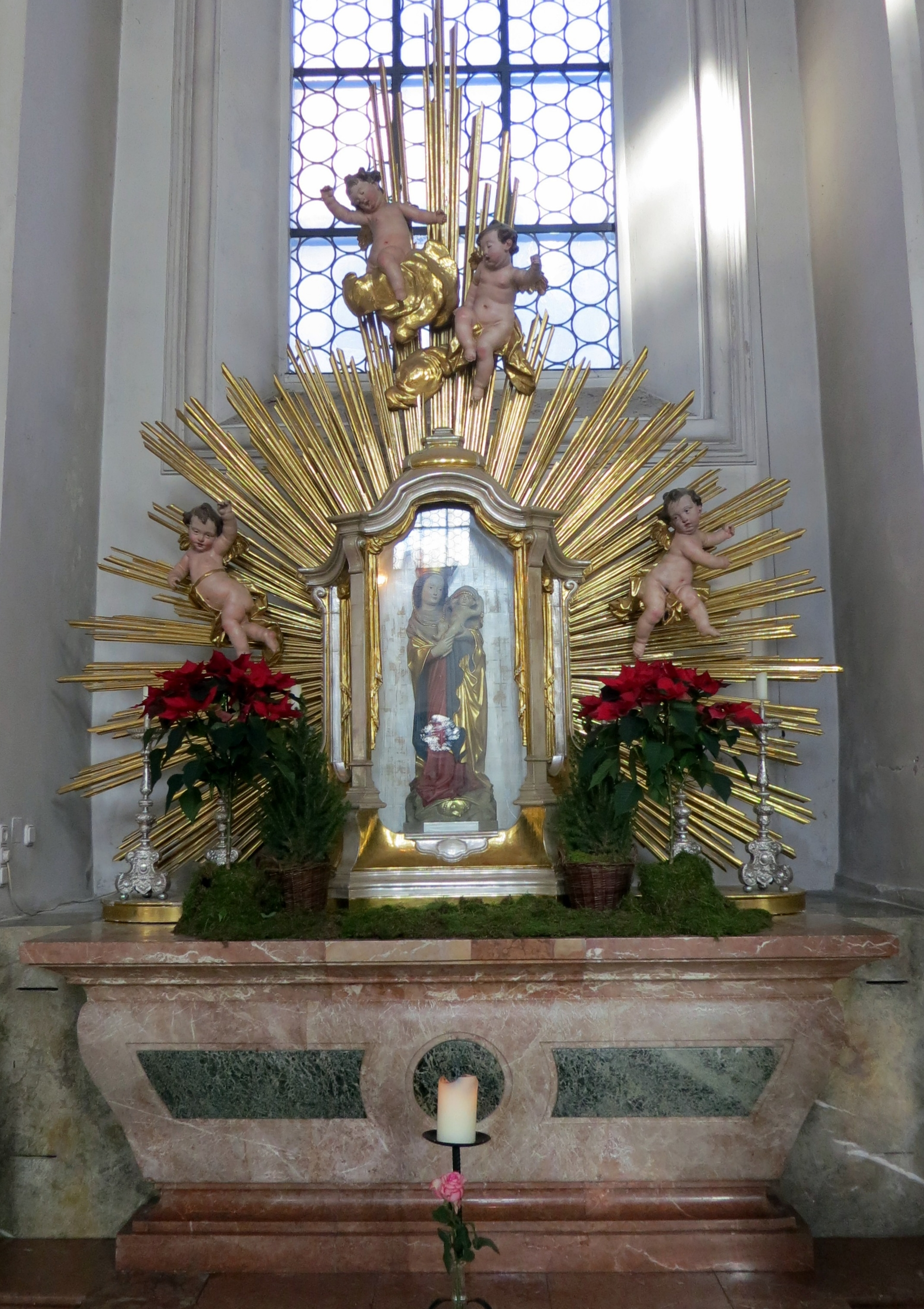
Hammerthaler Madonna (2016)

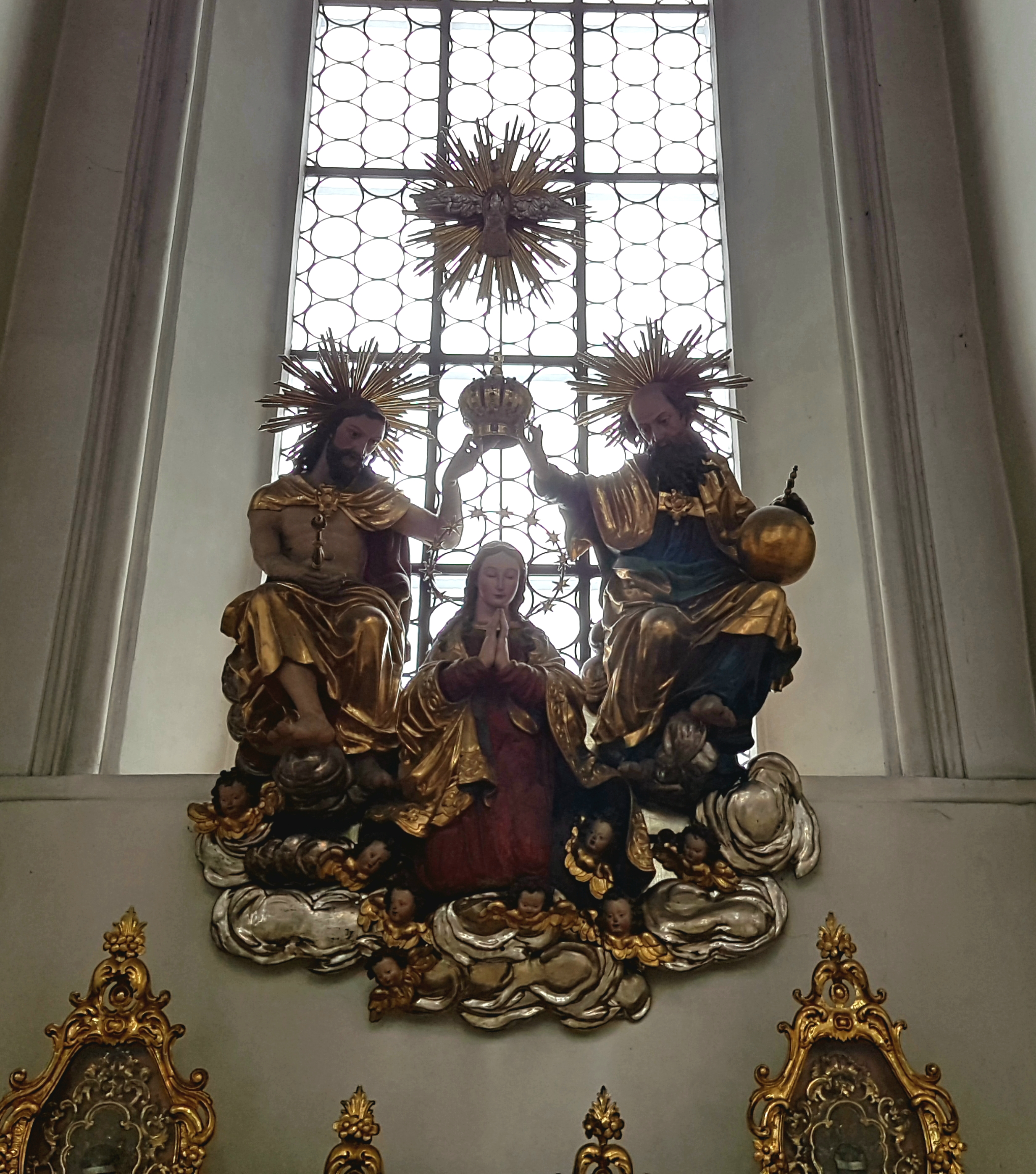
Krönung Mariens (1681)

### Kunstwerke im rechten Seitenschiff
Der Josefs- oder Nothelferaltar wurde wohl von Carl Anton Josef Freiherr von Barth zu Harmating († 1751) gestiftet. Die spätbarocke Figur des heiligen Josef wird in etwa dieselbe Zeit, das 2. Viertel des 18. Jahrhunderts, datiert. Deutlich älter und hier offenbar wiederverwendet ist das Altarblatt, das von Johann Heinrich Schönfeld wohl 1666/67 gemalt und signiert wurde. Es ist in der Heilig-Geist-Kirche erst seit 1724 nachweisbar und zeigt die heiligen vierzehn Nothelfer in einer für dieses Thema ungewöhnlichen zweizonigen Komposition, die den heiligen Vitus aus der Gruppe der untereinander eigentlich gleichrangigen Heiligen in besonderer Weise hervorhebt. In der angebauten neubarocken Kriegergedächtniskapelle hängt ein spätgotisches Kruzifix (1510), wohl aus der Leinbergerschule. Weiters befinden sich im südlichen Seitenschiff drei Gemälde, die Gaben des Heiligen Geistes darstellen: Weisheit, Verstand und Rat (1753) von Peter Jakob Horemans.

### Kunstwerke im linken Seitenschiff

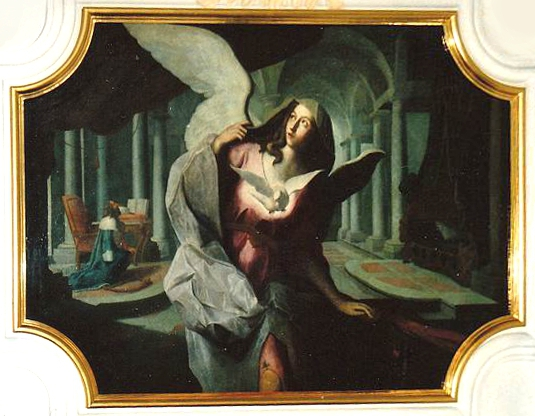
Gottesfurcht (Gabe des Heiligen Geistes)

Neben dem Nordportal befindet sich der Marienaltar (1956, Max Grübl und Jakob Heinlein) mit der so genannten Hammerthaler Muttergottes (um 1440), die sich ehemals in der säkularisierten Tegernseer Pfarrkirche befand. Von den gleichen Künstlern wurde 1957 der Dreifaltigkeitsaltar gefertigt; darüber ist eine künstlerisch wertvolle Figurengruppe der Krönung Mariens (1681) angebracht, die sich ursprünglich am Hochaltar der 1802 profanierten Dreifaltigkeitskapelle (Heilig-Geist-Friedhof) befand. Außerdem befinden sich im nördlichen Seitenschiff weitere vier Gemälde, die Gaben des Heiligen Geistes darstellen und die entsprechenden Gemälde im südlichen Seitenschiff zum Zyklus komplettieren: Stärke, Frömmigkeit und Gottesfurcht (1753) stammen von Peter Jakob Horemans. Seine Gabe der Wissenschaft, im Krieg zerstört, wurde von Karl Manninger um 1990 neu geschaffen.

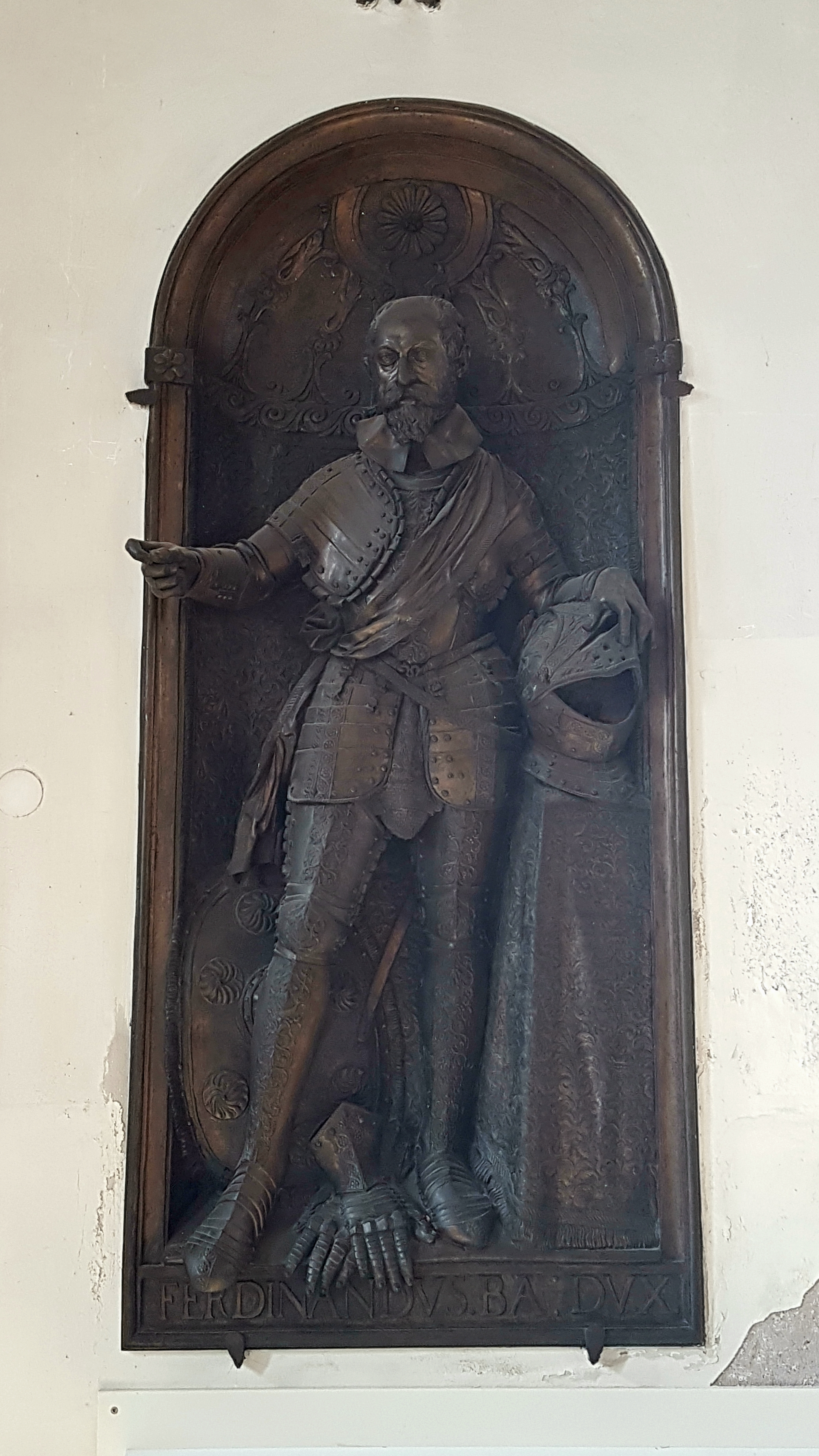
Grabdenkmal Herzog Ferdinand (2018)

### Kunstwerke im Chorumgang
An der Nordostseite befindet sich der Sakraments- oder Herz-Jesu-Altar, der 1960 aus Teilen der Festtagsgarnitur des Hochaltars geschaffen wurde; das Herz-Jesu-Bild (um 1800) stammt von Joseph Hauber. An der Hochaltar-Rückseite ist heute ein kleines Altarretabel des 18. Jahrhunderts mit Johann-Nepomuk-Gemälde sowie mit vier versilberten Reliefbüsten (um 1750) von Johann Michael Roth aufgestellt. In der Nische des durch den Turmbau 1730 zugemauerten Ostfensters hängt das große Kreuzigungsgruppen-Bild (um 1800) von Joseph Hauber. An der Südostseite befindet sich der Altar der unbefleckten Empfängnis mit einem gleichlautenden Altarblatt (um 1710) von Andreas Wolff.

### Kunstwerke unter der Empore
An beiden Seiten des Westportals sind in die Wand die Bronzegrabdenkmäler Herzog Ferdinands von Bayern (Hans Krumpper, 1608) und seiner Gemahlin eingelassen. Jeweils daneben vom Pfeiler getrennt sind zwei große allegorische Wandbilder (um 1750) von Joseph Ignaz Schilling und Joseph Weiß d. Ä. angebracht; das nördliche zeigt die Tugenden Hoffnung, Liebe, Glaube, Langmut, Tapferkeit und Friede, das südliche die Mäßigkeit, Klugheit, Freude, Gerechtigkeit und Barmherzigkeit. An der Südwestseite befindet sich die Maria-Schmerzen-Kapelle (1909/10) mit ausdrucksstarker Pietà von Johann Huber. Sehenswert ist auch die Wendeltreppe zur Empore, die Georg Biehl mit reichem Stuckzierrat versehen hat; die Türblätter fertigte Anton Riesenhuber.

## Orgel

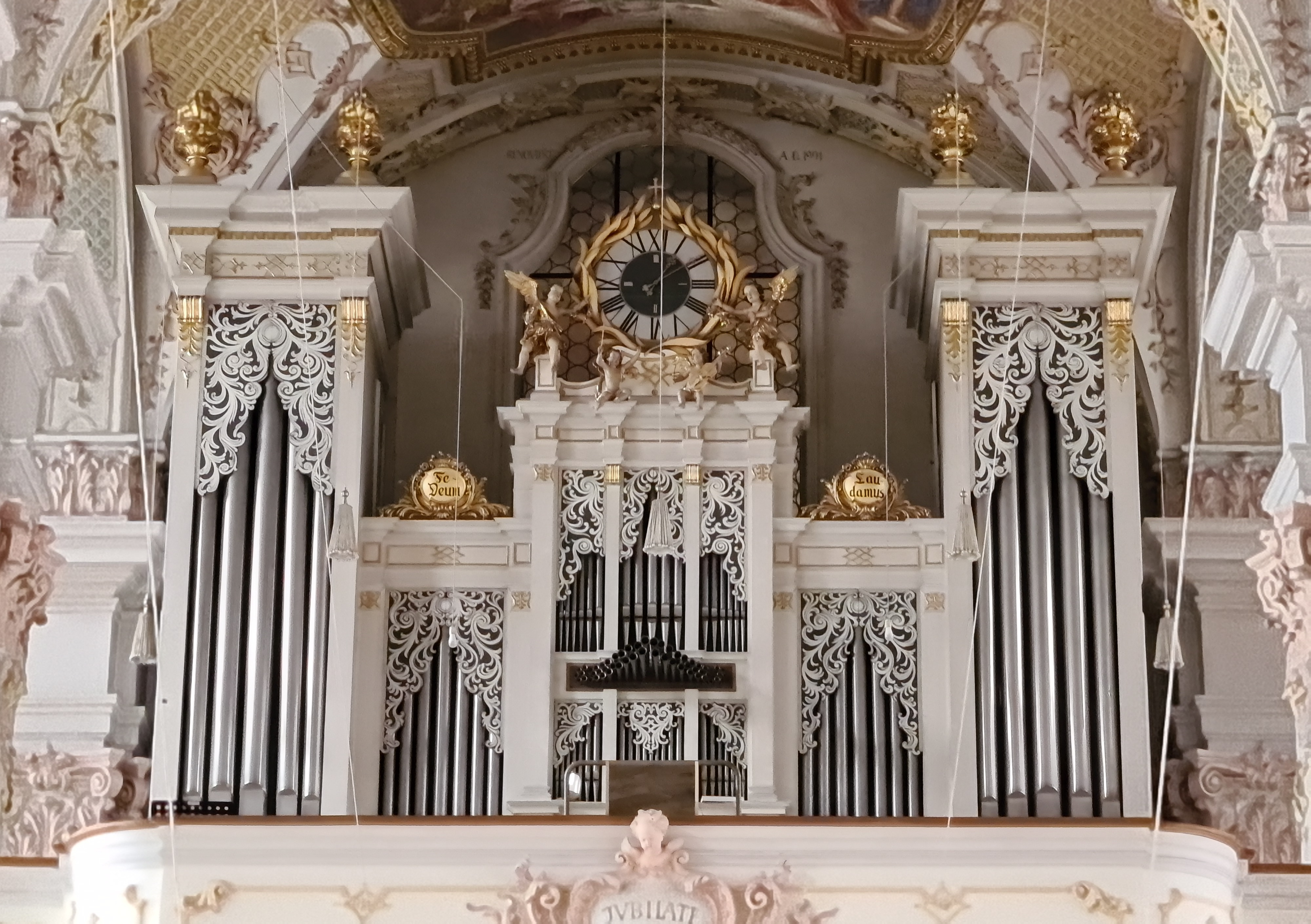
Orgel (2020)

Franz Borgias Maerz schuf 1885 eine Orgel mit 12 Registern auf zwei Manualen und Pedal. 1921 erbaute Willibald Siemann ein Nachfolgeinstrument. Das pneumatische Kegelladen-Instrument hatte 79 Register auf vier Manualen und Pedal und war das größte Instrument der Firmengeschichte. Diese Orgel wurde im Zweiten Weltkrieg bei den Luftangriffen zerstört. Nach dem Wiederaufbau der Kirche folgte ein Instrument von Carl Schuster & Sohn. 1976 kaufte die Pfarrei eine Orgel aus dem Nachlass von Reinhard Raffalt, die als Hausorgel für eine Römische Villa gebaut wurde. 1977 wurde das Instrument von Ludwig Eisenbarth umgebaut und wesentlich ergänzt. So hat das derzeitige Schleifladen-Instrument 27 Register auf zwei Manualen und Pedal. Die Spiel- und Registertrakturen sind mechanisch. Die Disposition lautet wie folgt:
| I Hauptwerk C–g3 |                    |        |
| 1.               | Prinzipal          | 8′     |
| 2.               | Nachthorn          | 8′     |
| 3.               | Unda maris         | 8′     |
| 4.               | Oktave             | 4′     |
| 5.               | Quintade           | 4′     |
| 6.               | Quinte             | 2 ⁄3′  |
| 7.               | Waldflöte          | 2′     |
| 8.               | Terz               | 1 3⁄5′ |
| 9.               | Mixtur IV-V        | 1 ⁄3′  |
| 10.              | Spanische Trompete | 4′     |
|                  | Tremulant          |        |

| II Schwellwerk C–g3 |            |       |
| 11.                 | Gedeckt    | 8′    |
| 12.                 | Hohlflöte  | 4′    |
| 13.                 | Prinzipal  | 2′    |
| 14.                 | Nasat      | 1 ⁄3′ |
| 15.                 | Sifflöte   | 1′    |
| 16.                 | Terz       | 2⁄5′  |
| 17.                 | Cimbel II  | 2⁄3′  |
| 18.                 | Vox humana | 8′    |
|                     | Tremulant  |       |

| Pedal C–f1 |                 |       |
| 19.        | Prinzipal       | 16′   |
| 20.        | Subbass         | 16′   |
| 21.        | Zartbass        | 16′   |
| 22.        | Offenbass       | 8′    |
| 23.        | Gemshorn        | 8′    |
| 24.        | Dolkan          | 4′    |
| 25.        | Rohrpfeife      | 2′    |
| 26.        | Rauschquinte IV | 2 ⁄3′ |
| 27.        | Posaune         | 16′   |

- Koppeln: II/I, I/P, II/P

Wendeltreppe (2020)

Es gibt Pläne, ein der Größe des Raumes entsprechendes neues großes Instrument zu erbauen.

## Glocken
Von den ehemals sechs Glocken blieben nach den beiden Weltkriegen nur noch zwei übrig. Die Heiliggeist-Glocke von 1860 ist die größte Glocke und älteste des Geläuts und trägt auf der Flanke eine Heiliggeistdarstellung. Vermutlich handelt es sich bei ihr um einen Umguss einer noch älteren Glocke aus dem Jahre 1729. Sie kam nach dem Zweiten Weltkrieg wieder vom „Glockenfriedhof“ zurück. Seit 2012 füllt eine vierte Glocke eines der leergebliebenen Gefache des Glockenstuhls aus; sie wurde am 27. Mai (Pfingstsonntag) im Turm aufgehängt. Ihr Name Brezenreiterglocke erinnert an die mittelalterliche Tradition des Brezenreiters des Heilig-Geist-Spitals. Auf der Flanke ist unterhalb einer großen Breze folgende Inschrift eingegossen: ESURIVI ENIM ET DEDISTIS MIHI MANDUCARE SITIVI (Mt 25,35 : „Denn ich war hungrig und ihr habt mir zu essen gegeben; ich war durstig“).

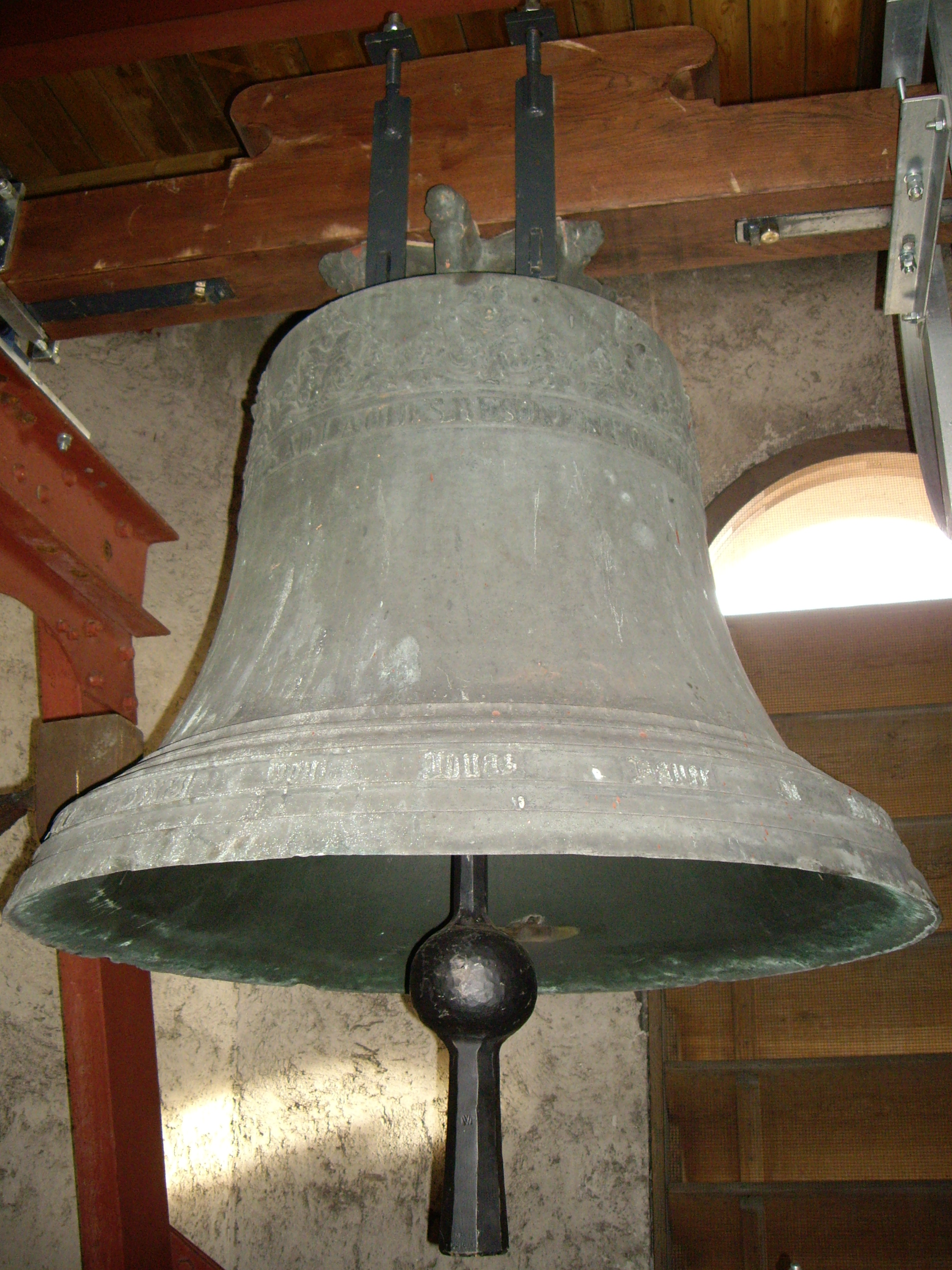
Große Heiliggeistglocke (2007)

Samstags um 15 Uhr wird der Sonntag eingeläutet. Zu allen Messen gibt die große Glocke 15 Minuten vorher ein Zeichen, 5 Minuten vor Messbeginn wird mit allen Glocken zusammengeläutet. Die einzige Ausnahme bildet das Einläuten der Eucharistiefeier am Gründonnerstagabend. Hierfür wird 10 Minuten lang geläutet. Daneben läutet die große Glocke dreimal täglich (morgens, mittags und abends) den Engel des Herrn sowie freitags um 11 und um 15 Uhr (Herz-Jesu-Läuten und Todesstunde Jesu).
Übersicht zu den Glocken:
| Nr. | Name                             | Gussjahr | Gießer                                | Masse  | Durchmesser | Schlagton |
| --- | -------------------------------- | -------- | ------------------------------------- | ------ | ----------- | --------- |
| 1   | Heiliggeist-Glocke               | 1860     | Ignaz Bauer, München                  | 935 kg | 117 cm      | f1        |
| 2   | Hammerthaler Muttergottes-Glocke | 1950     | Karl Czudnochowsky, Erding            | 650 kg | 97 cm       | g1        |
| 3   | St. Josef-Glocke                 | 1930     | Gebr. Ulrich, Kempten                 | 450 kg | 88 cm       | a1        |
| 4   | Brezenreiter-Glocke              | 2012     | Glockengießerei Rudolf Perner, Passau | 346 kg | 81 cm       | c2        |

## Tochterpfarreien
- St. Maximilian (Errichtung 1903).